# Megumi Horikawa
Megumi Horikawa, früher Megumi Tsugane, (jap. 津金恵 Horikawa Megumi; * 18. Oktober 1995) ist eine japanische Judoka, 2022 wurde sie Weltmeisterin.

## Sportliche Karriere
Horikawa tritt in der Gewichtsklasse bis 63 Kilogramm an, dem Halbmittelgewicht.
Ihren ersten großen Erfolg konnte sie 2012 feiern, als sie den Grand Slam in Tokio gewann. 2013 wurde sie Zweite der Juniorenweltmeisterschaften. Zwei Jahre später siegte sie bei der Universiade 2015 in Gwangju. 2016 unterlag sie im Finale der Asienmeisterschaften der Kasachin Marian Urdabajewa. Mit der Mannschaft wurde sie Asienmeisterin 2016. 2017 gewann sie ihren ersten japanischen Meistertitel.
Nach zweieinhalb Jahren Pause kehrte Megumi Horikawa 2020 beim Kodokan-Cup zurück auf die Judo-Matte. Über neun Jahre nach ihrem ersten Grand-Slam-Sieg gewann sie 2022 sowohl beim Grand Slam in Tel Aviv mit einem Finalsieg über die Britin Gemma Howell als auch beim Grand Slam in Budapest vor der Polin Angelika Szymańska. Dazwischen siegte sie bei den japanischen Meisterschaften. Bei den Weltmeisterschaften 2022 in Taschkent bezwang sie im Finale die Kanadierin Catherine Beauchemin-Pinard.